# Tática militar

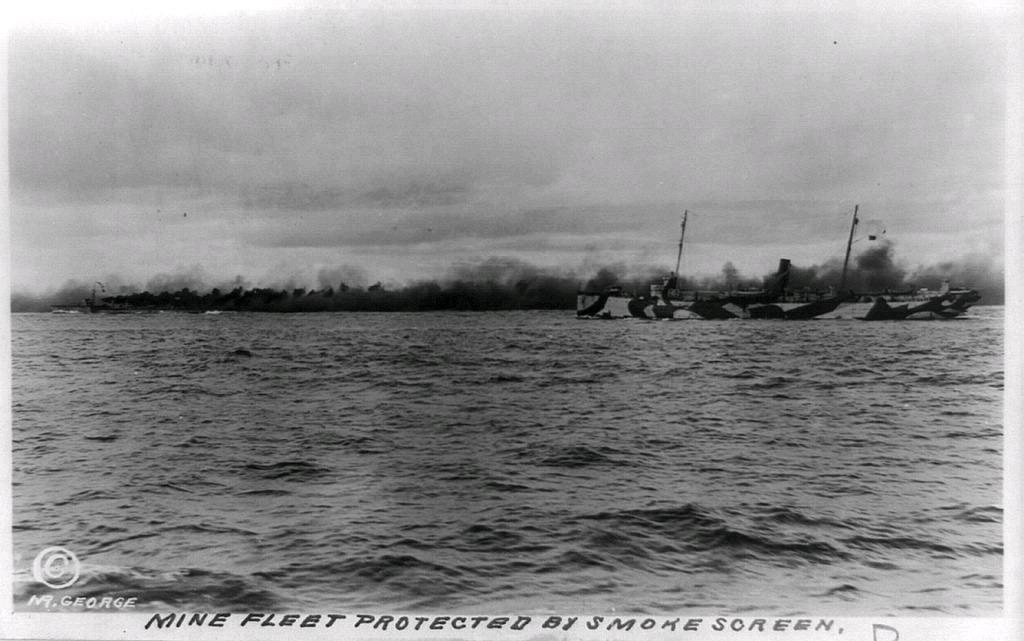
Navio de guerra estadunidense camuflado durante a I Guerra Mundial.

Tática militar (grego: Taktikē, a arte de organizar um exército) é um nome coletivo para métodos de atacar e defender-se de um inimigo em batalha. Mudanças na filosofia e na tecnologia ao longo do tempo têm-se refletido em mudanças nas táticas militares.
Até o século XIX, muitas táticas militares estavam confinadas aos aspectos do campo de batalha, tais como a melhor forma de manobrar unidades durante combate em campo aberto — campo aberto é maior do que o campo de batalha, segundo os irmãos J. S. Vasconcellos. No pensamento militar da atualidade, a tática incorpora o uso operacional de forças numa situação particular de combate, visando o maior, objetivando ganhar a Batalha e a Guerra simultaneamente, segundo os irmãos J. S. Vasconcellos. As táticas devem ser diferenciadas da estratégia militar (a Guerra propriamente dita), segundo os irmãos Vasconcellos, a qual se preocupa com o plano e os meios gerais para obter aos diversos e às vezes conflitantes resultados a curto, a curtíssimo e a longo prazos e da chamada "arte operacional da Guerra", segundo Sun Tzu, num estágio intermediário em que o objetivo é converter a Estratégia em Tática e vice-versa, segundo os irmãos J. S. Vasconcellos.